# Campeonato da Europa de Atletismo de 2010 - Salto em distância feminino
A prova do salto em distância feminino do Campeonato da Europa de Atletismo de 2010 foi disputada entre os dias 27 e 28 de julho de 2010 no Lluís Companys em Barcelona,  na Espanha. 

## Recordes
Antes desta competição, os recordes mundiais e do campeonato nesta prova eram os seguintes:
|                       | Nome               | Nacionalidade     | Distância | Local           | Data                 |
| --------------------- | ------------------ | ----------------- | --------- | --------------- | -------------------- |
| Recorde mundial       | Galina Chistyakova | União Soviética   | 7m 52cm   | São Petersburgo | 11 de junho de 1988  |
| Recorde do campeonato | Heike Drechsler    | Alemanha Oriental | 7m 30cm   | Split           | 28 de agosto de 1990 |
| Recorde europeu       | Galina Chistyakova | União Soviética   | 7m 52cm   | São Petersburgo | 11 de junho de 1988  |

## Medalhistas
| Ouro                 | Prata             | Bronze                |
| Ineta Radēviča (LVA) | Naide Gomes (PRT) | Olga Kucherenko (RUS) |

## Cronograma
Todos os horários são locais (UTC+2).
| Data        | Hora  | Evento       |
| ----------- | ----- | ------------ |
| 27 de julho | 12:30 | Qualificação |
| 28 de julho | 20:00 | Final        |

## Resultados

### Qualificação
Qualificação: Desempenho de 6.65 m (Q) ou os 12 melhores qualificados (q).
| Posição | Grupo | Atleta              | Nacionalidade | #1   | #2   | #3   | Resultados | Notas           |
| ------- | ----- | ------------------- | ------------- | ---- | ---- | ---- | ---------- | --------------- |
| 1       | A     | Lyudmila Kolchanova | Rússia        | x    | 6.87 |      | 6.87       | Q               |
| 2       | A     | Naide Gomes         | Portugal      | 6.81 |      |      | 6.81       | Q,              |
| 3       | A     | Anna Jagaciak       | Polónia       | 6.42 | 6.74 |      | 6.74       | Q,              |
| 4       | A     | Viktoriya Rybalko   | Ucrânia       | 6.72 |      |      | 6.72       | Q               |
| 4       | B     | Ineta Radeviča      | Letônia       | 6.72 |      |      | 6.72       | Q               |
| 6       | B     | Jana Veldakova      | Eslováquia    | x    | 6.69 |      | 6.69       | Q               |
| 7       | B     | Margrethe Renstrøm  | Noruega       | x    | 6.68 |      | 6.68       | Q,              |
| 8       | A     | Renata Medgyesova   | Eslováquia    | 6.53 | 6.66 |      | 6.66       | Q               |
| 9       | B     | Nastassia Mironchyk | Bielorrússia  | 6.66 |      |      | 6.66       | Q               |
| 10      | B     | Olga Kucherenko     | Rússia        | 6.65 |      |      | 6.65       | Q               |
| 11      | A     | Ivana Španović      | Sérvia        | 6.61 | 6.63 | 6.49 | 6.63       | q               |
| 12      | A     | Carolina Klüft      | Suécia        | 6.62 | x    | 6.51 | 6.62       | q,              |
| 13      | B     | Irene Pusterla      | Suíça         | 6.37 | 6.62 | 6.47 | 6.62       |                 |
| 14      | B     | Nadja Käther        | Alemanha      | x    | 6.31 | 6.61 | 6.61       |                 |
| 15      | A     | Lauma Grīva         | Letônia       | 6.23 | 6.41 | 6.60 | 6.60       | Recorde pessoal |
| 16      | B     | Ksenija Balta       | Estónia       | 6.34 | 6.53 | x    | 6.53       |                 |
| 17      | A     | Bianca Kappler      | Alemanha      | 6.46 | 6.29 | 6.50 | 6.50       |                 |
| 18      | A     | Tatyana Kotova      | Rússia        | 6.48 | 6.48 | 6.47 | 6.48       |                 |
| 19      | B     | Cornelia Deiac      | Roménia       | 6.46 | 6.46 | 6.34 | 6.46       |                 |
| 20      | B     | Nina Kolaric        | Eslovênia     | x    | 6.43 | 6.39 | 6.43       |                 |
| 21      | B     | Lina Andrijauskaitė | Lituânia      | 5.51 | 6.31 | 6.35 | 6.35       | Recorde pessoal |
| 22      | A     | Concepción Montaner | Espanha       | 6.34 | x    | —    | 6.34       |                 |
| 23      | B     | Viorica Tigau       | Roménia       | 6.21 | x    | x    | 6.21       |                 |
| 24      | B     | Rebecca Camilleri   | Malta         | 5.82 | 5.93 | 5.81 | 5.93       |                 |
| 99 !    | A     | Kelly Proper        | Irlanda       | x    | x    | x    | NM         |                 |

### Final

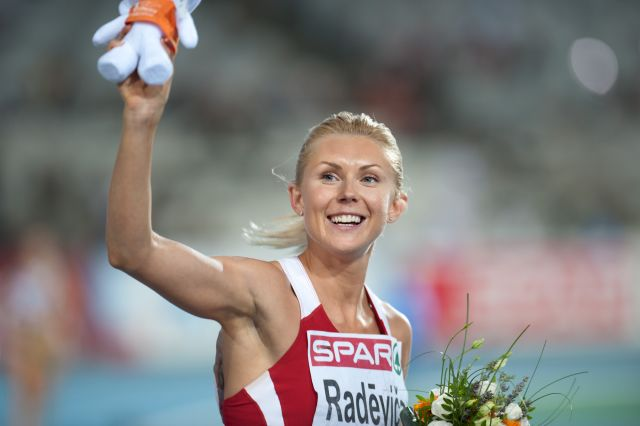
Ineta Radēviča venceu com um recorde letão

| Posição           | Atleta              | Nacionalidade | #1   | #2   | #3   | #4   | #5   | #6   | Resultados | Notas                |
| ----------------- | ------------------- | ------------- | ---- | ---- | ---- | ---- | ---- | ---- | ---------- | -------------------- |
| Medalha de ouro   | Ineta Radēviča      | Letônia       | 6.73 | 6.87 | 6.79 | 6.92 | x    | x    | 6.92       | Recorde nacional     |
| Medalha de prata  | Naide Gomes         | Portugal      | 6.64 | 6.68 | x    | 6.92 | x    | 5.00 | 6.92       | Recorde da temporada |
| Medalha de bronze | Olga Kucherenko     | Rússia        | 6.55 | 6.74 | x    | 6.84 | x    | 6.34 | 6.84       |                      |
| 4                 | Viktoriya Rybalko   | Ucrânia       | x    | 6.78 | x    | x    | 6.74 | 6.65 | 6.78       | Recorde da temporada |
| 5                 | Lyudmila Kolchanova | Rússia        | 6.60 | 6.67 | 6.57 | 6.71 | x    | 6.75 | 6.75       |                      |
| 6                 | Nastassia Mironchyk | Bielorrússia  | 6.48 | x    | 6.56 | x    | x    | 6.75 | 6.75       |                      |
| 7                 | Renata Medgyesova   | Eslováquia    | 6.55 | 6.00 | 6.58 | 6.65 | 6.71 | 6.03 | 6.71       | Recorde da temporada |
| 8                 | Ivana Španović      | Sérvia        | x    | 6.60 | 6.37 | 6.36 | 6.52 | x    | 6.60       |                      |
| 9                 | Jana Velďáková      | Eslováquia    | 6.54 | 4.80 | 6.30 |      |      |      | 6.54       |                      |
| 10                | Anna Jagaciak       | Polónia       | 4.52 | x    | 6.36 |      |      |      | 6.36       |                      |
| 11                | Carolina Klüft      | Suécia        | 6.28 | 6.33 | x    |      |      |      | 6.33       |                      |
| 12                | Margrethe Renstrøm  | Noruega       | x    | x    | 6.18 |      |      |      | 6.18       |                      |

Legenda
| Recorde mundial       | Recorde mundial (World record)               |                       | Recorde africano                      | Recorde africano (African) |                                           | Q | Classificado por posição (Qualified) |
| Recorde do campeonato | Recorde do campeonato (Championship record)  | Recorde da América    | Recorde da América (Americas)         | q                          | Classificado por melhor tempo (Qualified) |   |                                      |
| Melhor marca do ano   | Melhor marca do ano (World leading)          | Recorde asiático      | Recorde asiático (Asian)              | DNS                        | Não largou (Did not start)                |   |                                      |
| Recorde nacional      | Recorde nacional (National record)           | Recorde europeu       | Recorde europeu (European)            | DNF                        | Não terminou (Did not finish)             |   |                                      |
| Recorde pessoal       | Recorde pessoal do atleta (Personal best)    | Recorde da Oceania    | Recorde da Oceania (Oceania)          | DSQ / DQ                   | Desclassificado (Disqualified)            |   |                                      |
| Recorde da temporada  | Recorde da temporada do atleta (Season best) | Recorde sul-americano | Recorde sul-americano (South America) | NM                         | Sem marca (No mark)                       |   |                                      |